# 伏牛山
伏牛山位於中國河南省西部，为秦岭的东延余脉，呈西北至东南走向。它西至河南与陕西省交界，东至方城北部，北接熊耳山和外方山，南至南阳盆地。长400余公里，寬約40至70公里，山脈主脊高度約1500公尺，总面积约为20,000平方公里。是黃河、淮河、長江水系的分水嶺。名称最早见于唐初李泰所著《括地志》一书，亦名猛山。
伏牛山绝大部分属中山，海拔2000米以上的山峰有玉皇山（海拔2057.9米）、龙池曼（海拔2129米）、老君山（海拔2192.1米）、鸡角尖（海拔2212.5米），最高峰是白云山玉皇顶（海拔2216米）。
伏牛山岩層由片麻岩、片岩、大理岩和花崗岩體等組成，主要研產礦產有銅、鉛鋅和鉻等，山區有森林及草原分布，有林業及牧業發展，植被依高度呈垂直分布，从暖温带落叶阔叶林向北亚热带常绿落叶混交林过渡。该地区的土壤主要为棕壤、黄棕壤和褐土。

## 名称来历

### 形状说
伏牛山以“状如伏牛”得名之说为主流， 河南省地方志和地名志多采用此种说法。因形得名说亦遭质疑，史料中记载的伏牛山大致位于嵩县南、鲁山县西之汝水所出之山。乾隆时期《嵩县志》称为大曼山，《资治通鉴》和《水经注》名猛山，俗名龙池曼。郦道元曾描述汝水源头景观，描述中体现不出 “伏牛” 形状。且古代技术条件也不能瞰其全貌，现代观测形态也并不具有伏牛之状。伏牛山得名于形似伏牛的说法，缺乏地貌上和直观视觉上的依据。

### 神话说
伏牛山之名源于传说的现存记载最早见于明代撰刻的两块《伏牛山云岩寺记》 石碑。一块是明代兵部郎中乔缙所撰:“ ……至今山人于野牛岭铸铁牛以像之，故号伊阙伏牛，自在禅师也……野牛降伏而山名，白云吐岫而寺号。” 另一块是1518年王官之所撰：“嵩治城南三百里山曰伏牛。考之邑志，有唐号自在禅师者，次岭巅闻野牛狞恶噬人，师适遇牛，偎首卧地者降伏然，故名之。” 清代汪价所著《中州杂俎》亦载:“唐自在禅师学道既成，欲幽栖名山，问于师，师曰：逢牛则止。行至嵩县南山问路， 或告之曰此野牛岭也。岭上一野牛截路噬人。自在作法祝之，牛驯服，遂跨以行，至上云岩寺，下牛趺坐，而牛奔突，直上后山，绝顶跃入池中，俄而云起昼晦，有龙奋腾东南两山之上，自在祝之曰娑伽。娑伽夙性未化，见大法身无骇徒众，可仍入池中，吾为说法，投以杖使束，而小龙敛形，复入池中。今山顶小池围丈曰龙池。遂名其山为伏牛山。佛经译语：牛化龙曰娑伽龙云。”清代康熙版《河南通志》关于云岩寺也有类似记载。

### 讹传说
伏牛山区多伏流，东魏时曾在这里设置伏流城。隋唐时期该地区地名有伏流岭、伏流阪的称谓。伏牛山河水多伏流，从龙池曼而下，溪流河水多潜伏于倾山荫渚、茂林卧石之地下，伏流地貌特征明显。学者推断，东魏筑伏流城，隋朝废伊阳郡，改在伏流城南二十里傍伊水置伏流县， 弃北魏以前的天息山、猛山、大盂山、还归山、燕泉山、高陵山之名不用，而采用伏流山称谓 。“伏流” 、“伏牛” 读音相近，大规模的人口流动混淆口音，至李泰《括地志》统一为 “伏牛山” ， 而后“伏流” 一说再无出现。清代嘉庆版《鲁山县志》载：“伏牛当即伏流之转”。《元和郡县志》载：“陆浑县伏流城东魏孝静帝二年所筑， 以城北焦涧水伏流地下， 西有伏流坂， 因以为名。伏流坂当为伏牛山异名”。 

## 自然概况
伏牛山是中原地区面积最广、平均海拔最高的山脉，地处中国南北地理分界线。属于暖温带与亚热带过渡带气候、中国湿润区与半湿润区过渡带气候。也是秦岭山地与黄淮海平原的过渡地带。森林覆盖率为56%左右、植被覆盖率达70%以上，夏季平均气温26.5至28.5°C，相对湿度一般70%左右。四季气候分明，加之丰富的动植物资源和温泉资源，使之成为适宜人类居住养生的山地环境空间。
伏牛山区大部分动植物种类的数量占河南省总数的70%以上，是河南物种集中区域，也是中国重要的生物多样性宝库。伏牛山保存着大量原始次生林和天然的景观群落。伏牛山地质历经天山构造期、燕山构造期、喜马拉雅构造期等沧桑演变，形成了丰富奇特的地质奇观。
伏牛山地区建有三处国家级自然保护区：伏牛山保护区、宝天曼保护区和南阳保护区。伏牛山和宝天曼保护区主要保护森林生态系统，前者的重点是过渡带森林生态系统，后者则包括过渡带森林生态系统和珍稀动植物。南阳保护区是古生物遗迹类型保护区，致力于保护恐龙蛋化石。

## 人文地理
伏牛山地区是黄河文明和长江文明的交汇地，是中原文化与荆楚、巴蜀文化的过渡带，文化要素与其他区域相比上具有不同特点，自二十一世纪初开始被看作一个文化单元来研究，称之为伏牛山文化圈，属于中原文化的重要组成部分。其核心区是伏牛山主体所在的豫西山地。伏牛山文化圈是在伏牛山的地理环境和多重人文社会因素联合作用下，经过长期历史演进，逐步孕育和形成的文化区域。
考古发现表明，伏牛山地区人类进化有比较完整的序谱，这一地区出土的郧县人距今约80—100万年，栾川人距今约70万年，南召人距今约50万年，大荔人距今15—20万年，卢氏人距今10万年，许昌人距今8-10万年。就中国现有考古发掘而言，伏牛山地区的远古人种演进序谱在整个中国仅此一地具有如此相对完整的延续性。另外，伏牛山地区有大量裴李岗文化、仰韶文化、龙山文化遗存。典型分布于伏牛山东麓的新石器时代贾湖遗址，遗址中发现的贾湖契刻符号具有表意的文字特征，贾湖骨笛更是将中国音乐文化上推至9000至7000年。

## 旅游资源
| 属性分类           | 规模数量 | 典型代表                             |
| ------------------ | -------- | ------------------------------------ |
| 地质现象类型       | 3个      | 宛西恐龙蛋化石群、伏牛山世界地质公园 |
| 一般山地景区类型   | 22个     | 尧山、犄角尖、玉皇顶、老君山         |
| 丹霞景区           | 1个      | 南召丹霞山                           |
| 地表岩溶景区       | 1个      | 老君山峰丛                           |
| 峡谷景区           | 9个      | 重渡沟、老鹳河、寨沟、石龙沟         |
| 岛屿类型           | 2个      | 丹江大观苑、鲁山昭平台金山环岛       |
| 洞穴境域           | 9个      | 鸡冠洞、内乡天心洞、西峡老君洞       |
| 非峡谷风景河流景型 | 7个      | 白河风景区、西峡老鹳河、内乡湍河景区 |
| 湖泊水库景型       | 16个     | 丹江口水库、陆浑水库、鸭河口水库     |
| 瀑布景型           | 16个     | 西峡龙潭沟瀑布群、白云山白龙瀑布     |
| 泉景型             | 10个     | 尧山温泉群、栾川九龙山温泉、汝阳温泉 |
| 天文气象景型       | 6个      | 犄角尖观日、玉皇顶观日、老君山观日   |
| 空气景型           | 5个      | 白云山、宝天曼等地高密度负离子空气   |
| 季节景型           | 4个      | 龙浴湾、老界岭、老君山等避暑胜地     |
| 原始植物群落景型   | 3个      | 宝天曼、龙池曼、木札岭等地原始次生林 |
| 风景林景型         | 33个     | 寺山、龙浴湾、白云山等国家森林公园   |
| 观赏花草景型       | 5个      | 白云山高山杜鹃群、宝天曼野菊花群落   |
| 野生动物栖息地景型 | 7个      | 老界岭、宝天曼、尧山等自然保护区     |
| 其他自然景观景型   | 2个      | 长江黄河分界岭                       |

## 内文註釋
1. ↑  《括地志》卷三的鲁山县载：“汝水源出汝州鲁山县西伏牛山， 亦名猛山。”
2. ↑  郦道元描述道 :“今汝水西出鲁阳县之大盂山黄柏谷， 岩鄣深高， 山岫邃密， 石径崎岖， 人迹裁交， 西即卢氏界也……历蒙柏谷， 左右岫壑争深， 山阜竞高， 夹水层松茂柏， 倾山荫渚， 故世人以名也。